# Новосёлово (Таборинский район)
Новосёлово — посёлок в Таборинском районе Свердловской области России. Входит в состав Унже-Павинского сельского поселения.

## Географическое положение
Новосёлово расположено на правом берегу Тавды в 65 километрах (по автотрассе в 81 километрах) к северо-западу от районного центра — села Таборы и примерно в 500 км к северо-востоку от Екатеринбурга. Сообщение преимущественно речное, на автодороге затруднены переправы через правые притоки Тавды.

## История
Основана в XIX веке. По переписи 1897 года — деревня в Пелымской волости Туринского уезда Тобольской губернии. В первой половине XX века на какое-то время прекратила существование. Снова заселена в 1950-е годы. Входила в состав Носовского сельсовета. С 1 января 2006 года входит в состав муниципального образования Унже-Павинское сельское поселение.

## Климат
Климат континентальный с холодной зимой и тёплым летом.

## Население
| 2002 | 2010 | 2021 |
| ---- | ---- | ---- |
| 350  | ↘11  | ↘4   |